# Devil's Symphony
Devil's Symphony è un singolo del gruppo musicale tedesco Scooter, pubblicato l'11 ottobre 2019. È il terzo singolo pubblicato in collaborazione con Sebastian Schilde e successivamente incluso nell'album God Save the Rave. Non è stato rilasciato su supporto fisico, ma in due fasi: l'11 ottobre è stata pubblicata la versione standard e il 1º novembre una versione con più tracce. Anche se Harris & Ford non sono accreditati come artisti, compaiono tra gli autori del brano.

## Storia
Il 7 settembre 2019, la canzone è stata suonata senza preavviso al festival "Stars Am Strand" in Germania. Prima di allora, Harris & Ford avevano postato su Instagram foto che li ritraevano in studio con gli Scooter. Anche se non sono accreditati come artisti, Harris & Ford sono tra gli autori del brano e hanno realizzato un remix, mentre Balca Yildiztekin, che aveva già cantato in "Rave Teacher (Somebody Like Me)", ha partecipato ai cori. Il singolo è stato promosso minimamente con video pubblicitari pubblicati online la settimana precedente e il giorno stesso della pubblicazione. Il videoclip è uscito il 30 ottobre.
Il singolo è una libera reinterpretazione del tema d'apertura del Lago dei cigni di Pëtr Il'ič Čajkovskij. Strutturalmente, assomiglia a "Move Your Ass! (Noisecontrollers Remix)", con una base hardstyle che accelera verso la fine. Rispetto ai precedenti lavori, il brano contiene meno testo.

## Tracce
Inizialmente è stata pubblicata solo la versione di 3 minuti, mentre il 1º novembre sono state rese disponibili le altre tracce sotto il titolo "Devil's Symphony - The Mixes".
1. Devil's Symphony – 3:05
2. Devil's Symphony (Extended Mix) – 5:09
3. Devil's Symphony (Harris & Ford Remix) – 2:41
4. Devil's Symphony (Harris & Ford Extended Mix) – 3:28

## Videoclip
Il videoclip non è stato pubblicato contemporaneamente al singolo, ma è uscito il 30 ottobre. A differenza dei precedenti, è un "Lyric Video" con il testo della canzone mostrato su schermi televisivi in una foresta oscura, intervallato da immagini dei membri del gruppo. Il video è in 4K con formato 21:9.